# Liste der Nummer-eins-Hits in Spanien (2017)
Diese Liste der Nummer-eins-Hits basiert auf den offiziellen Charts (Top 100 Canciones + Streaming und Top 100 Álbumes) der Productores de Música de España (Promusicae), der spanischen Landesgruppe der IFPI.

## Singles
| ← 2016 ← | Liste der Nummer-eins-Hits in Spanien | Liste der Nummer-eins-Hits in Spanien                     | Liste der Nummer-eins-Hits in Spanien                                                                                                | 2018 →                    |
| \| Zeitraum \| Wo. ges. \| Interpret \| Titel Autor(en) \| Zusätzliche Informationen \| \| (Zeitraum, Wochen auf Platz eins, Interpret, Titel, Autor[en], zusätzliche Informationen) \| \| \| \| \| \| ----------------------------------------------------------------------------------------- \| -------- \| --------------------------------------------------------- \| ------------------------------------------------------------------------------------------------------------------------------------ \| ------------------------- \| \| 18. November 2016 – 12. Januar 2017 8 Wochen (insgesamt 9) \| 9 \| Shakira feat. Maluma \| Chantaje Shakira, Juan Luis Londoño Arias, Joel Antonio López Castro, Kevin Mauricio Jiménez Londoño, Bryan Snaider Lezcano Chaverra \| – \| \| 13. Januar 2017 – 13. Juli 2017 26 Wochen \| 26 \| Luis Fonsi feat. Daddy Yankee \| Despacito Luis Rodríguez, Erika Ender, Ramón Ayala \| – \| \| 14. Juli 2017 – 7. September 2017 8 Wochen \| 8 \| J Balvin & Willy William \| Mi gente José Osorio, Willy William, Adam Ashadally, Andrés David Restrepo, Mohombi Nzasi Moupondo \| – \| \| 8. September 2017 – 14. September 2017 1 Woche \| 1 \| Becky G feat. Bad Bunny \| Mayores Rebbeca Marie Gomez, Steven Dominguez, Martin Rodriguez Vincente \| – \| \| 15. September 2017 – 19. Oktober 2017 5 Wochen \| 5 \| Nacho \| Bailame \| – \| \| 20. Oktober 2017 – 9. November 2017 3 Wochen \| 3 \| Natti Natasha & Ozuna \| Criminal \| – \| \| 10. November 2017 – 23. November 2017 2 Wochen \| 2 \| Bad Bunny, Prince Royce, J Balvin, Mambo Kingz & DJ Luian \| Sensualidad \| – \| \| 24. November 2017 – 1. Februar 2018 10 Wochen \| 10 \| Luis Fonsi feat. Demi Lovato \| Échame la culpa Luis Fonsi, Alejandro Rengifo, Mauricio Rengifo, Andrés Torres \| – \| |                                       |                                                           | |                           |
| ← 2016 |                                       |                                                           | | → 2018 →                  |
| Zeitraum | Wo. ges.                              | Interpret                                                 | Titel Autor(en) | Zusätzliche Informationen |
| (Zeitraum, Wochen auf Platz eins, Interpret, Titel, Autor[en], zusätzliche Informationen) |                                       |                                                           | |                           |
| 18. November 2016 – 12. Januar 2017 8 Wochen (insgesamt 9) | 9                                     | Shakira feat. Maluma                                      | Chantaje Shakira, Juan Luis Londoño Arias, Joel Antonio López Castro, Kevin Mauricio Jiménez Londoño, Bryan Snaider Lezcano Chaverra | –                         |
| 13. Januar 2017 – 13. Juli 2017 26 Wochen | 26                                    | Luis Fonsi feat. Daddy Yankee                             | Despacito Luis Rodríguez, Erika Ender, Ramón Ayala                                                                                   | –                         |
| 14. Juli 2017 – 7. September 2017 8 Wochen | 8                                     | J Balvin & Willy William                                  | Mi gente José Osorio, Willy William, Adam Ashadally, Andrés David Restrepo, Mohombi Nzasi Moupondo                                   | –                         |
| 8. September 2017 – 14. September 2017 1 Woche | 1                                     | Becky G feat. Bad Bunny                                   | Mayores Rebbeca Marie Gomez, Steven Dominguez, Martin Rodriguez Vincente                                                             | –                         |
| 15. September 2017 – 19. Oktober 2017 5 Wochen | 5                                     | Nacho                                                     | Bailame | –                         |
| 20. Oktober 2017 – 9. November 2017 3 Wochen | 3                                     | Natti Natasha & Ozuna                                     | Criminal | –                         |
| 10. November 2017 – 23. November 2017 2 Wochen | 2                                     | Bad Bunny, Prince Royce, J Balvin, Mambo Kingz & DJ Luian | Sensualidad | –                         |
| 24. November 2017 – 1. Februar 2018 10 Wochen | 10                                    | Luis Fonsi feat. Demi Lovato                              | Échame la culpa Luis Fonsi, Alejandro Rengifo, Mauricio Rengifo, Andrés Torres                                                       | –                         |

## Alben
| ← 2016 ← | Liste der Nummer-eins-Hits in Spanien | Liste der Nummer-eins-Hits in Spanien | Liste der Nummer-eins-Hits in Spanien | 2018 →                    |
| \| Zeitraum \| Wo. ges. \| Interpret \| Titel \| Zusätzliche Informationen \| \| (Zeitraum, Wochen auf Platz eins, Interpret, Titel, zusätzliche Informationen) \| \| \| \| \| \| ------------------------------------------------------------------------------ \| -------- \| ------------------- \| --------------------------- \| ------------------------- \| \| 16. Dezember 2016 – 19. Januar 2017 5 Wochen (insgesamt 7) \| 7 \| Melendi \| Quítate las gafas \| – \| \| 20. Januar 2017 – 26. Januar 2017 1 Woche \| 1 \| Mike Oldfield \| Return to Ommadawn \| – \| \| 27. Januar 2017 – 9. Februar 2017 2 Wochen \| 2 \| (Soundtrack) \| La La Land \| – \| \| 10. Februar 2017 – 16. Februar 2017 1 Woche \| 1 \| Alejandro Fernández \| Rompiendo fronteras \| – \| \| 17. Februar 2017 – 23. Februar 2017 1 Woche \| 1 \| Lori Meyers \| En la espiral \| – \| \| 24. Februar 2017 – 2. März 2017 1 Woche \| 1 \| Rayden \| Antónimo \| – \| \| 3. März 2017 – 9. März 2017 1 Woche \| 1 \| Ed Sheeran \| ÷ \| – \| \| 10. März 2017 – 11. Mai 2017 9 Wochen (insgesamt 11) \| 11 \| Joaquín Sabina \| Lo niego todo \| – \| \| 12. Mai 2017 – 18. Mai 2017 1 Woche \| 1 \| Harry Styles \| Harry Styles \| – \| \| 19. Mai 2017 – 25. Mai 2017 1 Woche \| 1 \| Carlos Marco \| Chalk Dreams \| – \| \| 26. Mai 2017 – 1. Juni 2017 1 Woche \| 1 \| Andrés Suárez \| Desde una ventana \| – \| \| 2. Juni 2017 – 8. Juni 2017 1 Woche \| 1 \| Camela \| Me metí en tu corazón \| – \| \| 9. Juni 2017 – 15. Juni 2017 1 Woche \| 1 \| Katy Perry \| Witness \| – \| \| 16. Juni 2017 – 22. Juni 2017 1 Woche \| 1 \| Alejandro Sanz \| Más: 20th Aniversario \| – \| \| 23. Juni 2017 – 29. Juni 2017 1 Woche (insgesamt 11) \| 11 \| Joaquín Sabina \| Lo niego todo \| – \| \| 30. Juni 2017 – 20. Juli 2017 3 Wochen (insgesamt 6) \| 6 \| Gemeliers \| Gracias \| – \| \| 21. Juli 2017 – 27. Juli 2017 1 Woche \| 1 \| Lana Del Rey \| Lust for Life \| – \| \| 28. Juli 2017 – 10. August 2017 2 Wochen (insgesamt 6) \| 6 \| Gemeliers \| Gracias \| – \| \| 11. August 2017 – 17. August 2017 1 Woche (insgesamt 11) \| 11 \| Joaquín Sabina \| Lo niego todo \| – \| \| 18. August 2017 – 24. August 2017 1 Woche (insgesamt 6) \| 6 \| Gemeliers \| Gracias \| – \| \| 25. August 2017 – 31. August 2017 1 Woche \| 1 \| Fifth Harmony \| Fifth Harmony \| – \| \| 1. September 2017 – 7. September 2017 1 Woche \| 1 \| Sweet California \| 3+Ladies Tour \| – \| \| 8. September 2017 – 14. September 2017 1 Woche \| 1 \| Adexe & Nau \| Tú y yo \| – \| \| 15. September 2017 – 21. September 2017 1 Woche \| 1 \| Pastora Soler \| La calma \| – \| \| 22. September 2017 – 28. September 2017 1 Woche \| 1 \| Rozalen \| Cuando el río suena... \| – \| \| 29. September 2017 – 5. Oktober 2017 1 Woche \| 1 \| Miley Cyrus \| Younger Now \| – \| \| 6. Oktober 2017 – 19. Oktober 2017 2 Wochen \| 2 \| Sergio Dalma \| Vía Dalma III \| – \| \| 20. Oktober 2017 – 26. Oktober 2017 1 Woche \| 1 \| Bunbury \| Expectativas \| – \| \| 27. Oktober 2017 – 2. November 2017 1 Woche \| 1 \| El Barrio \| Las costuras del alma \| – \| \| 3. November 2017 – 9. November 2017 1 Woche (insgesamt 2) \| 2 \| Antonio José \| A un milímetro de ti \| – \| \| 10. November 2017 – 16. November 2017 1 Woche \| 1 \| Vetusta Morla \| Mismo sitio, distinto lugar \| – \| \| 17. November 2017 – 7. Dezember 2017 3 Wochen (insgesamt 10) \| 10 \| Pablo Alborán \| Prometo \| – \| \| 8. Dezember 2017 – 14. Dezember 2017 1 Woche \| 1 \| Alejandro Sanz \| + Es + El Concerto \| – \| \| 15. Dezember 2017 – 11. Januar 2018 4 Wochen (insgesamt 10) \| 10 \| Pablo Alborán \| Prometo \| – \| |                                       |                                       |                                       |                           |
| ← 2016 |                                       |                                       |                                       | → 2018 →                  |
| Zeitraum | Wo. ges.                              | Interpret                             | Titel                                 | Zusätzliche Informationen |
| (Zeitraum, Wochen auf Platz eins, Interpret, Titel, zusätzliche Informationen) |                                       |                                       |                                       |                           |
| 16. Dezember 2016 – 19. Januar 2017 5 Wochen (insgesamt 7) | 7                                     | Melendi                               | Quítate las gafas                     | –                         |
| 20. Januar 2017 – 26. Januar 2017 1 Woche | 1                                     | Mike Oldfield                         | Return to Ommadawn                    | –                         |
| 27. Januar 2017 – 9. Februar 2017 2 Wochen | 2                                     | (Soundtrack)                          | La La Land                            | –                         |
| 10. Februar 2017 – 16. Februar 2017 1 Woche | 1                                     | Alejandro Fernández                   | Rompiendo fronteras                   | –                         |
| 17. Februar 2017 – 23. Februar 2017 1 Woche | 1                                     | Lori Meyers                           | En la espiral                         | –                         |
| 24. Februar 2017 – 2. März 2017 1 Woche | 1                                     | Rayden                                | Antónimo                              | –                         |
| 3. März 2017 – 9. März 2017 1 Woche | 1                                     | Ed Sheeran                            | ÷                                     | –                         |
| 10. März 2017 – 11. Mai 2017 9 Wochen (insgesamt 11) | 11                                    | Joaquín Sabina                        | Lo niego todo                         | –                         |
| 12. Mai 2017 – 18. Mai 2017 1 Woche | 1                                     | Harry Styles                          | Harry Styles                          | –                         |
| 19. Mai 2017 – 25. Mai 2017 1 Woche | 1                                     | Carlos Marco                          | Chalk Dreams                          | –                         |
| 26. Mai 2017 – 1. Juni 2017 1 Woche | 1                                     | Andrés Suárez                         | Desde una ventana                     | –                         |
| 2. Juni 2017 – 8. Juni 2017 1 Woche | 1                                     | Camela                                | Me metí en tu corazón                 | –                         |
| 9. Juni 2017 – 15. Juni 2017 1 Woche | 1                                     | Katy Perry                            | Witness                               | –                         |
| 16. Juni 2017 – 22. Juni 2017 1 Woche | 1                                     | Alejandro Sanz                        | Más: 20th Aniversario                 | –                         |
| 23. Juni 2017 – 29. Juni 2017 1 Woche (insgesamt 11) | 11                                    | Joaquín Sabina                        | Lo niego todo                         | –                         |
| 30. Juni 2017 – 20. Juli 2017 3 Wochen (insgesamt 6) | 6                                     | Gemeliers                             | Gracias                               | –                         |
| 21. Juli 2017 – 27. Juli 2017 1 Woche | 1                                     | Lana Del Rey                          | Lust for Life                         | –                         |
| 28. Juli 2017 – 10. August 2017 2 Wochen (insgesamt 6) | 6                                     | Gemeliers                             | Gracias                               | –                         |
| 11. August 2017 – 17. August 2017 1 Woche (insgesamt 11) | 11                                    | Joaquín Sabina                        | Lo niego todo                         | –                         |
| 18. August 2017 – 24. August 2017 1 Woche (insgesamt 6) | 6                                     | Gemeliers                             | Gracias                               | –                         |
| 25. August 2017 – 31. August 2017 1 Woche | 1                                     | Fifth Harmony                         | Fifth Harmony                         | –                         |
| 1. September 2017 – 7. September 2017 1 Woche | 1                                     | Sweet California                      | 3+Ladies Tour                         | –                         |
| 8. September 2017 – 14. September 2017 1 Woche | 1                                     | Adexe & Nau                           | Tú y yo                               | –                         |
| 15. September 2017 – 21. September 2017 1 Woche | 1                                     | Pastora Soler                         | La calma                              | –                         |
| 22. September 2017 – 28. September 2017 1 Woche | 1                                     | Rozalen                               | Cuando el río suena...                | –                         |
| 29. September 2017 – 5. Oktober 2017 1 Woche | 1                                     | Miley Cyrus                           | Younger Now                           | –                         |
| 6. Oktober 2017 – 19. Oktober 2017 2 Wochen | 2                                     | Sergio Dalma                          | Vía Dalma III                         | –                         |
| 20. Oktober 2017 – 26. Oktober 2017 1 Woche | 1                                     | Bunbury                               | Expectativas                          | –                         |
| 27. Oktober 2017 – 2. November 2017 1 Woche | 1                                     | El Barrio                             | Las costuras del alma                 | –                         |
| 3. November 2017 – 9. November 2017 1 Woche (insgesamt 2) | 2                                     | Antonio José                          | A un milímetro de ti                  | –                         |
| 10. November 2017 – 16. November 2017 1 Woche | 1                                     | Vetusta Morla                         | Mismo sitio, distinto lugar           | –                         |
| 17. November 2017 – 7. Dezember 2017 3 Wochen (insgesamt 10) | 10                                    | Pablo Alborán                         | Prometo                               | –                         |
| 8. Dezember 2017 – 14. Dezember 2017 1 Woche | 1                                     | Alejandro Sanz                        | + Es + El Concerto                    | –                         |
| 15. Dezember 2017 – 11. Januar 2018 4 Wochen (insgesamt 10) | 10                                    | Pablo Alborán                         | Prometo                               | –                         |